# Teoria wartości (ekonomia)
Teoria wartości to dowolna teoria ekonomiczna, która próbuje wyjaśnić wartość wymiany lub cenę towarów i usług. Kluczowe pytania w teorii ekonomii to dlaczego towary i usługi są wyceniane w niezmienionej formie, w jaki sposób powstaje wartość towarów i usług oraz – w przypadku normatywnych teorii wartości – jak obliczyć prawidłową cenę towarów i usług (jeśli takowa wartość istnieje).

## Historia
Główną kwestią która od najwcześniejszych publikacji umykała ekonomistom była cena. Gdy zaczęto wymieniać towary na walutę, ekonomiści nieustannie próbowali rozszyfrować, w jaki sposób ustalane są ceny. „Wartość” była ogólnym terminem używanym do wskazania względnej ceny towaru lub usługi. Jeden z najwcześniejszych klasycznych poglądów na teorię wartości pochodzi z pamfletu, który ukazał się w 1738 roku. W tym pamflecie omówiono, w jaki sposób praca jest najważniejszym narzędziem pomiaru przy rozważaniu wartości. Idea ta wywodzi się z przedmonetarnych poglądów na cenę, gdzie praca była wymieniana na inne usługi pracy. Chociaż pomysł był akceptowalny, nie obyło się bez krytyków.
Adam Smith zgadzał się z niektórymi aspektami teorii wartości pracy, ale uważał, że nie wyjaśnia ona w pełni cen i zysku. Zamiast tego zaproponował teorię wartości kosztów produkcji (później przekształciła się w teorię wartości wymiany), która wyjaśniała, że wartość jest określana przez kilka różnych czynników, w tym płace i czynsze. Według Smitha ta teoria wartości najlepiej wyjaśnia naturalne ceny na rynku. Choć w owym czasie była to teoria słabo rozwinięta, stanowiła alternatywę dla innej popularnej w owym czasie teorii wartości.
Teoria wartości użyteczności polegała na przekonaniu, że cena i wartość opierają się wyłącznie na tym, ile „pożytku” jednostka otrzymuje z danego towaru. Jednak teoria ta została odrzucona w pracy Smitha The Wealth of Nations. Słynny paradoks wody i diamentu kwestionuje to badając użycie tych towarów w stosunku do ceny. Woda, choć niezbędna do życia, jest znacznie tańsza niż diamenty, które w zasadzie nie mają zastosowania. Kwestia, która teoria wartości jest prawdziwa, dzieli myślicieli ekonomicznych i jest podstawą wielu społeczno-ekonomicznych i politycznych przekonań.
Silvio Gesell zaprzeczył teorii wartości w ekonomii. Uważał, że teoria wartości jest bezużyteczna i nie pozwala ekonomii stać się nauką, a administracja walutowa kierująca się teorią wartości skazana jest na jałowość i bezczynność.

## Teorie

### Wewnętrzna teoria wartości
Zgodnie z wewnętrzną teorią wartości (zwaną również „teorią wartości obiektywnej”), wartość wewnętrzna charakteryzuje się – w kategoriach wartości – że coś „samo w sobie”, lub „samo dla siebie” ma wartość. Jest to wyraz innej koncepcji niż ta, która była wcześniej opisana. Jest to wartość, którą podmiot posiada również sam w sobie, jako to, czym jest, lub jaki ma cel. Ta wartość nie jest fizyczna. Mówienie, że wartość jest fizyczna jest tym sam co mówienie że nasze umysły są fizyczne. Wartość nie istnieje jako obiekt, ale jest właściwością obiektu.
Wartość jest tworzona przez osąd lub stanowisko rzeczoznawcy. Osąd i decyzje moralne są kluczową częścią tej wartości. Wartość wewnętrzna faktycznie odcina naszą logiczną decyzję i sprawia, że myślimy tylko o tym, co jest właściwe dla nas, a nie dla kogokolwiek innego, ponieważ jest to czymś co my chcemy aby było. Jeśli coś ma wewnętrzną wartość, to posiada właściwości lub cechy, przez które jest wartościowe, niezależnie od kogokolwiek osądu bądź stanowiska. Obejmuje ona inne zmienne, takie jak nazwa marki, znaki towarowe i prawa autorskie, które są zazwyczaj trudne do obliczenia i czasami nie są dokładnie odzwierciedlone w cenie rynkowej. Wartość wewnętrzna nie jest tym, jaką cenę są skłonni zapłacić inwestorzy, ale tym, co obiekt jest naprawdę wart.

### Teoria wartości oparta na pracy
W ekonomii klasycznej laborystyczna teoria wartości twierdzi, że wartość ekonomiczna dobra lub usługi jest określona przez całkowitą ilość społecznie niezbędnej pracy potrzebnej do ich wytworzenia. Mówiąc w kategoriach teorii pracy, wartość bez żadnego przymiotnika teoretycznie odnosi się do ilości pracy niezbędnej do wytworzenia towaru rynkowego, w tym pracy niezbędnej do rozwoju kapitału użytego w procesie produkcji. Zarówno David Ricardo, jak i Karol Marks próbowali określić ilościowo i ująć wszystkie składniki pracy, aby rozwinąć teorię rzeczywistej lub naturalnej ceny towaru.
W obu przypadkach chodzi o ceny ogólne – tzn. ceny łączne, a nie o konkretną cenę danego towaru lub usługi w danych okolicznościach. Teorie należące do obu kategorii dopuszczają odchylenia, gdy określona cena jest ustalana w rzeczywistych transakcjach rynkowych lub gdy cena jest ustalana w ramach jakiegoś systemu ustalania cen.

### Wymienna teoria wartości
W ekonomii marksistowskiej wymienna teoria wartości, zaproponowana przez Isaaka Rubina w 1927 r. jest opisem podwójnie przeciwnej natury pracy zawartej w towarze. Towar ma jednocześnie subiektywną materialną wartość użytkową i obiektywną wartość wymienną lub wartość społeczną.
Wartość użytkowa to wartość materiału według użyteczności, użytkowania lub konsumpcji, w której rzecz spełnia ludzkie potrzeby. Przykładem tego jest to, że jeśli ktoś chce zbudować drewnianą szopę, potrzebowałby określonej ilości i jakości drewna i gwoździ. Niektóre wartości użytkowe nie wymagają wysiłku aby je osiągnąć, na przykład światło słoneczne lub coś w rodzaju grawitacji, której ludzie potrzebują, aby przetrwać, ale nie muszą robić nic, aby ją uzyskać i nadal mieć wartość. Inne wartości użytkowe wymagają wysiłku, aby je osiągnąć, zwiększając ich wartość użytkową. Potrzeby, które spełnia przedmiot, oraz właściwości fizyczne, jak w zastosowaniach, do jakich można wykorzystać przedmiot, również wiążą się z wartością użytkową.

### Monetarna teoria wartości
Marksowski ekonomista John Milios (2003) opowiada się za monetarną teorią wartości, w której „pieniądz jest konieczną formą pojawienia się wartości (i kapitału) w tym sensie, że ceny stanowią jedyną formę pojawienia się wartości towarów.” Zgodnie z tą analizą, kiedy pieniądz włącza produkcję do swojego obiegu M-C-M', funkcjonuje on jako kapitał realizujący stosunek kapitalistyczny, a eksploatacja siły roboczej stanowi faktyczne założenie tej integracji.

### Teoria władzy nad wartością
Radykalni ekonomiści instytucjonalni Jonathan Nitzan i Shimshon Bichler (2009) argumentują, że nigdy nie było możliwe oddzielenie ekonomii od polityki. To oddzielenie jest wymagane, aby ekonomia neoklasyczna mogła oprzeć swoją teorię na wartości użytkowej, a marksistom na oparciu teorii wartości opartej na pracy na podstawie ilościowej pracy abstrakcyjnej. Zamiast teorii wartości użyteczności (jak ekonomia neoklasyczna) lub teorii wartości opartej na pracy (jak w ekonomii marksistowskiej), Nitzan i Bichler proponują teorię władzy nad wartością. Struktura cen ma niewiele wspólnego z tak zwaną „materialną” sferą produkcji i konsumpcji. Kwantyfikacja siły w cenach nie jest konsekwencją zewnętrznych praw – czy to naturalnych, czy historycznych – ale jest całkowicie wewnętrzna dla społeczeństwa.
W kapitalizmie władza jest rządzącą zasadą zakorzenioną w centralnym miejscu własności prywatnej. Własność prywatna jest w całości i tylko aktem instytucjonalnego wykluczenia, a instytucjonalne wykluczenie jest kwestią zorganizowanej władzy. A ponieważ siła stojąca za prywatną własnością jest wyrażona w cenach, Nitzan i Bichler argumentują, że istnieje potrzeba stworzenia teorii wartości opartej na sile władzy. Istnieje jednak dylemat przyczynowości w ich argumencie, który przyciągnął krytykę; władza opiera się na zdolności firm do ustalania cen monopolistycznych, ale zdolność do ustalania cen opiera się na firmach posiadających pewien stopień władzy na rynku.
Kapitalizacja, w ich teorii, jest miarą potęgi, co ilustruje obecna zdyskontowana wartość przyszłych zysków (przy jednoczesnym uwzględnieniu zmian i ryzyka). Ta formuła jest podstawowa dla finansów, które są nadrzędną logiką kapitalizmu. Logika jest również z natury zróżnicowana, ponieważ każdy kapitalista stara się zgromadzić większe dochody niż ich konkurenci (ale nie maksymalizuje zysku). Nitzan i Bichler określają ten proces jako akumulację różnicową. Aby można było mówić o teorii władzy nad wartością, musi istnieć akumulacja różnicowa, w której tempo wzrostu kapitalizacji niektórych właścicieli jest szybsze niż tempo wzrostu kapitalizacji przeciętnej.

### Subiektywna teoria wartości i marginalizm
Subiektywna teoria wartości to teoria wartości, która zakłada, że wartość przedmiotu zależy od konsumenta. Teoria ta zakłada, że wartość przedmiotu nie jest zależna od pracy włożonej w dobro, ani od żadnej wewnętrznej właściwości tego dobra. Zamiast tego subiektywna teoria wartości zakłada, że wartość dobra zależy od pragnień i potrzeb konsumentów. Konsument nadaje wartość danemu przedmiotowi poprzez określenie użyteczności krańcowej, czyli dodatkowej satysfakcji z jednego dodatkowego dobra tego przedmiotu i podjęcia decyzji, co dla nich to dobro oznacza.
Nowoczesna subiektywna teoria wartości została stworzona przez Williama Stanleya Jevonsa, Léona Walrasa i Carla Mengera pod koniec XIX wieku. Subiektywna teoria wartości zaprzeczała teorii pracy Karola Marksa, która głosiła, że wartość przedmiotu zależy od pracy włożonej w produkcję, a nie od zdolności zadowolenia konsumenta.
Subiektywna teoria wartości pomogła odpowiedzieć na „paradoks diamentu i wody”, który wielu uważało za nierozwiązywalny. Paradoks diamentu i wody stawia pytanie, dlaczego diamenty są o wiele cenniejsze niż woda, skoro woda jest niezbędna do życia. Odpowiedzią na ten paradoks była subiektywna teoria wartości, zdając sobie sprawę, że w sumie woda jest cenniejsza niż diamenty, ponieważ kilka pierwszych jednostek jest niezbędnych do życia. Kluczowa różnica między wodą a diamentami polega na tym, że wody jest więcej, a diamenty są rzadkie. Ze względu na dostępność jedna dodatkowa jednostka diamentów przekracza wartość jednej dodatkowej jednostki wody. Teoria subiektywna jest przydatna do wyjaśnienia podaży i popytu.
Marginalizm odnosi się do badania teorii marginalnych i studiów w ramach ekonomii. Tematy zawarte w marginalizmie to krańcowa użyteczność, krańcowa stopa substytucji i koszty alternatywne. Marginalizm można zastosować do subiektywnej teorii wartości, ponieważ subiektywna teoria bierze pod uwagę krańcową użyteczność przedmiotu, aby nadać mu wartość.